# Kepler-8b
Kepler-8b es uno de los primeros 5 exoplanetas descubiertos por la Misión Kepler. El planeta es el más caliente de los cinco.